# Уилям Фокнър
 Уилям Кътбърт Фокнър (William Cuthbert Faulkner) е американски писател-романист от щата Мисисипи, носител на Нобелова награда. Два пъти награждаван с „Пулицър“, той е смятан за един от най-влиятелните белетристи на Америка.

## Стил
Фокнър е известен с използването на дълги, витиевати изречения и педантично избран речник в ярък контраст с минималисткия стил на неговия съвременник Ърнест Хемингуей. Някои смятат Фокнър за единствения истински американски белетрист модернист от 30-те години на 20. век, следвайки експерименталната традиция на европейски писатели като Джеймс Джойс, Вирджиния Улф, Марсел Пруст и Томас Ман. Произведенията му са известни с литературни похвати като поток на мисълта, многобройни описания и гледни точки, както и с измествания във времето на разказа.

## Значение
Заедно с Марк Твен и може би Тенеси Уилямс, Фокнър е един от най-важните „писатели на Юга.“ Преди получаването на Нобелова награда за литература през 1949 г. все още не е широко известен. 

### Романи
- Soldiers Pay (1926)
- Mosquitoes (1927)
- Sartoris (1929)
- The Sound and the Fury (1929)
Врява и безумство, София: Народна култура, 1988
- As I Lay Dying (1930)
- Sanctuary (1931)
Светилището, Пловдив: Хр. Г. Данов, 1985
- Light in August (1932)
Светлина през август, София: Народна култура, 1963
- Pylon (1935)
- Absalom, Absalom! (1936)
Авесаломе, Авесаломе!, София: Прозорец, 2001
- The Unvanquished (1938)
- The Wild Palms (If I Forget Thee Jerusalem) (1939)
- The Hamlet (1940)
Селцето, София: Народна култура, 1967
- Go Down, Moses (1942)
- Intruder in the Dust (1948)
- Requiem for a Nun (1951)
- A Fable (1954)
- The Town (1957)
Селцето, Градът, София: Народна култура, 1980
- The Mansion (1959)
Дворецът, София: Народна култура, 1980
- The Reivers (1962)
- Flags in the Dust (1973) (издадена посмъртно)

### Сборници с разкази
- These 13 (1931)
- Dr. Martino and Other Stories (1934)
- The Portable Faulkner (1946)
- Knight's Gambit (1949)
- Collected Stories of William Faulkner (1950)
- Big Woods (1955)

### Пиеси
- Marionettes (1921)

### Стихосбирки
- Vision in Spring (1921)
- The Marble Faun (1924)
- A Green Bough (1933)
- Early Prose and Poetry (1962)
- Helen, a Courtship and Mississippi Poems (1981)